# Sławomir Witkowski
Sławomir Witkowski (ur. 2 czerwca 1961 w Gdańsku) – polski malarz, grafik, pedagog Akademii Sztuk Pięknych w Gdańsku.

## Życiorys
W latach 1980–1981 studiował na Wydziale Wychowania Plastycznego Uniwersytetu Marii Skłodowskiej-Curie w Lublinie, w latach 1981–1986 w Państwowej Wyższej Szkole Sztuk Plastycznych (ASP) w Gdańsku. Dyplom uzyskał w 1986 roku w pracowni docenta Cypriana Kościelniaka.
Od 1986 roku pracował jako grafik użytkowy w reklamie; od 1990 roku w PWSSP (ASP) w Gdańsku. Współtwórca Nowej Ekspresji, ruchu artystycznego lat 80. w Polsce. Brał udział w wystawach twórców polskiej transawangardy: „Ekspresja lat 80.” (1986, Sopot); „Arsenał 88” (1988, Warszawa); „Co słychać” (1988, Warszawa). Współzałożyciel Grupy czterech 1987 wprowadzającej w przestrzeń wystawienniczą Polski Północnej grafikę barwną przełamującą monopol i dyktat klasycznej grafiki czarno-białej. Od 1986 pracuje także jako grafik w reklamie. W latach 1988–1998 współpracował z Teatrem Wybrzeże i Teatrem Miniatura w Gdańsku, Teatrem Miejskim w Gdyni i Teatrem Ekspresji Wojciecha Misiuro, projektując afisze teatralne, programy i scenografie. Od 1995 roku jako dyrektor kreatywny prowadzi własną Agencję Reklamową „Ideamedia” w Gdańsku. W latach 2008–2016 prodziekan, a od 2016 dziekan Wydziału Grafiki ASP w Gdańsku. W 2014 roku uzyskał tytuł profesora. Prowadzi Pracownię Plakatu i Form Reklamowych. Zajmuje się projektowaniem Graficznym, malarstwem rysunkiem i fotografią.
Wystawy indywidualne (do 2008):
- 1984 – grafika, rysunek, Uniwersytet Gdański
- 1987 – malarstwo, grafika, Galeria Uni Art., Elbląg
- 1987 – grafika, malarstwo, instalacja, Galeria Promocyjna, Warszawa
- 1988 – malarstwo, instalacja, Galeria M, Gdańsk
- 1988 – grafika, Galeria 85, Bydgoszcz
- 1989 – malarstwo, grafika, Ratusz Eppelheim Heidelberg (Niemcy)
- 1990 – malarstwo, Galeria Muzealna w Pałacu Opatów, Gdańsk
- 1990 – malarstwo, grafika, Cenforsoc Charlerois (Belgia)
- 1990 – grafika, rysunek, Galeria Polibuda, Gdańsk
- 1991 – grafika, malarstwo, Galeria Pod Wodnikiem, Gdańsk
- 1991 – malarstwo, instalacja, Galeria Promocyjna BWA, Sopot
- 1992 – grafika, Galeria Timmel k. Emden (Niemcy)
- 1993 – grafika, instalacja, Galeria FOS, Gdańsk
- 1996 – malarstwo, BWA, Bydgoszcz
- 2001 – Imaginoskop – wietrzenie wyobraźni – barwna grafika komputerowa, Dworek Sierakowskich, Sopot
- 2002 – Galeria Jednego Obrazu, Klub Aktora, Gdańsk
- 2003 – Ona i on – rysunek i grafika, Muzeum Narodowe, Gdańsk
- 2004 – Nie-pokojowe rysunki – grafika, rysunek, Galeria Nova, Gdańsk
- 2005 – Po-Most Kultur – grafika, malarstwo retrospektywne, Dni Kultury Niemieckiej, Tczew
- 2006 – Na marginesie wielkich obrazów – malarstwo, Galeria Nowa Oficyna, Gdańsk
- 2007 – Sceny z życia codziennego z kościotrupem w tle – malarstwo, Instytut Polski, Sofia (Bułgaria)
- 2007 – Urban Night Angels – fotografia, Galeria Żak, Gdańsk
- 2007 – Sceny z życia codziennego z kościotrupem w tle – malarstwo, Instytut Polski, Bukareszt (Rumunia)
- 2008 – Sceny z życia codziennego z kościotrupem w tle, z suplementem prywatnym, Muzeum Narodowe, Gdańsk

Wystawy zbiorowy w kraju i nagrody:
- 1986 – Malarskie akcje plenerowe, FMR Jarocin
- 1986 – Ekspresja lat 80-tych, BWA, Sopot
- 1987 – Papier, Galeria 85, Gdańsk (nagroda za pracę Ślepy pożeracz)
- 1987 – Co słychać, Muzeum Techniki Norblina, Warszawa
- 1988 – Grafika barwna, BWA w Sopocie, BWA, Koszalin
- 1988 – XII Międzynarodowe Biennale Plakatu, Warszawa (wyróżnienie za plakat Liberators)
- 1988 – Arsenał, Warszawa
- 1988 – Interart 88 – V Targi Sztuki Krajów Socjalistycznych, Poznań
- 1988 – Nadbałtyckie Spotkania Młodych, BWA, Sopot (wyróżnienie za pracę Obstawa czarnych samochodów)
- 1988 – Bruno Schulz, Galeria SARP, Warszawa
- 1989 – Krytycy o nas, BWA, Sopot
- 1990 – XIII Międzynarodowe Biennale Plakatu, Warszawa
- 1990 – malarstwo, grafika, Galeria Regent, Bruksela (Belgia)
- 1990 – I Triennale Sztuki Gdańskiej – Konfrontacje 90, BWA, Sopot
- 1991 – Gdańska Grafika Roku 90, Galeria GTPS, Gdańsk (II nagroda za pracę Latawce)
- 1991 – Cztery Pory Roku, Szczecinek (wyróżnienie za pracę Ogród)
- 1992 – W Teatrze, Teatr Wybrzeże, Gdańsk
- 1993 – Wystawa Pięciu, Galeria Sztuki Współczesnej Muzeum Narodowe, Gdańsk
- 1993 – Bielska Jesień ,BWA, Bielsko-Biała
- 1994 – Figura Forma Znak, Galeria Arche, Gdańsk
- 1994 – XIV Międzynarodowe Biennale Plakatu, Warszawa
- 1994 – II Triennale Grafiki Polskiej, Katowice
- 1995 – Analogie i kontrasty, Galeria Strome Schody, Muzeum, Lębork
- 1996 – 33+3, Muzeum Narodowe, Gdańsk
- 2005 – Pamięć i uczestnictwo – z okazji 25 rocznicy powstania Solidarności, Muzeum Narodowe, Gdańsk
- 2006 – 60 rocznica powstania ASP w Gdańsku, Muzeum Narodowe, Gdańsku
- 2006 – Gdańsk w Poznaniu, Galeria Stary Browar, Poznań
- 2013 – I Triennale Sztuki Pomorskiej, Państwowa Galeria Sztuki, Sopot

Wystawy zbiorowy za granicą i nagrody (do 1996):
- 1985 – Międzynarodowy Konkurs Fotograficzny, Kobe (Japonia) (II nagroda)
- 1989 – Młoda Grafika Polska, Sofia (Bułgaria)
- 1989 – Międzynarodowe Triennale Plakatu Politycznego, Mons (Belgia)
- 1991 – Lineart – Międzynarodowa Wystawa Sztuki XX Wieku, Gandawa (Belgia)
- 1992 – Artyści Gdańska, Ośrodek Kultury Polskiej, Praga (Czechy)
- 1993 – Dni Kultury Polsko-Litewskiej, Wilno (Litwa)
- 1993 – L’art. Contemporain Polonais, Galeria Espace-Temps, Paryż (Francja)
- 1994 – Gdańska szkoła metafory, Instytut Kultury Polskiej, Berlin (Niemcy)
- 1996 – Kunst aus Polen, Berlin (Niemcy)

## Nagrody
- Nagroda Prezydenta Miasta Gdańska w Dziedzinie Kultury z okazji jubileuszu 30-lecia artystycznej (2013)[1]
- Nagroda Prezydenta Miasta Gdańska w Dziedzinie Kultury z okazji jubileuszu 40-lecia pracy twórczej (2023)[1]